# Holstein Kiel II
El Holstein Kiel II es un equipo de fútbol de Alemania que juega en la Oberliga Schleswig-Holstein, una de las ligas regionales que conforman la quinta división de fútbol del país.

## Historia
Fue fundado en el año 1945 en la ciudad de Kiel, capital del estado de Schleswig-Holstein como el principal equipo filial del Holstein Kiel, por lo que no puede ascender a la Bundesliga y está compuesto principalmente por jugadores menores de 23 años.
En sus primeros años estuvo en la Kreisliga hasta que en 1955 el equipo ascendió por primera vez en la entonces segunda liga alemana más alta, la Amateurliga Schleswig-Holstein (hoy Oberliga Schleswig-Holstein) y se convirtió en campeón en 1961. Esto clasificó al Campeonato Amateur Alemán, que ganaron con una victoria por 5-1 contra Siegburger SV 04. En 1963 el equipo fue relegado de la división más alta de Schleswig-Holstein. Después del resurgimiento directo en 1964, el club ganó la Copa SHFV en 1961 y 1962. En 1969, el equipo se ascendió de nuevo de la liga más alta de Schleswig-Holstein y jugó en la misma, pero renombrada como Verbandsliga Schleswig-Holstein de la temporada 1993/94.
En el primer año ganaron el campeonato y, por lo tanto, se clasificaron para la Oberliga Hamburg/Schleswig-Holstein, la cuarta división, de la que descendieron en 1996. En 2002, el equipo se levantó de nuevo y ganó el campeonato de Oberliga Hamburg/Schleswig-Holstein en 2004. Así, uno se clasificó para la recién introducida Oberliga Nord de la entonces cuarta división.
El segundo equipo terminó la temporada 2006/07 de la Oberliga Nord (4a división) en el noveno lugar de la tabla, pero tuvo que pasar a la Amateurliga Schleswig-Holstein debido al descenso del 1.er equipo masculino de la Regionalliga Nord (3a división). En 2008, dos días antes del final de la temporada, el equipo se aseguró con confianza el campeonato de la asociación por delante de VfR Neumünster y TSV Kropp. En la temporada 2008/09 el segundo equipo continuó jugando en quinta división, solo la Amateur Schleswig-Holstein pasó a llamarse Oberliga Schleswig-Holstein.
En la Oberliga Schleswig-Holstein el segundo equipo defendió el campeonato en la penúltima jornada de la 2008/09, pero falló en la ronda de ascenso a Regionalliga Nord al perder 6:7 (1:0 a.s.) tras la tanda de penaltis contra el FC St. Pauli II. En la temporada 2009/10 aseguraron el campeonato por tercera vez consecutiva dos días antes del final. El ascenso a la liga regional de cuarta división fracasó por el descenso del primer equipo masculino de la tercera división. En la temporada 2017/18, el segundo equipo se clasificó a través del tercer lugar en la Oberliga Schleswig-Holstein para los juegos de descenso para el ascenso a la Regionalliga Nord. En el descenso se encontraron con los clubes VfL Oldenburg, Brinkumer SV y FC Teutonia Ottensen y los terminaron en primer lugar, lo que permitió al equipo ascender a cuarta división.

## Palmarés
- Amateurliga: 1

1961
- Oberliga Hamburg/Schleswig-Holstein: 1

2004
- Verbandsliga Schleswig-Holstein: 6

1961, 1994, 2002, 2008, 2009, 2010
- Copa de Schleswig-Holstein: 3

1961, 1962, 1966